# Jarosław Kaszowski
Jarosław Dawid Kaszowski (ur. 24 maja 1978 w Gliwicach) – polski piłkarz grający na pozycji prawego pomocnik, wychowanek i kapitan Piasta Gliwice, futsalista. 

## Kariera zawodnicza

### Piłka nożna
Kaszowski to jedyny piłkarz Piasta, który przebył z klubem drogę od B-klasy do ekstraklasy, rozgrywając w jego barwach 342 spotkania, w tym 320 w lidze. 22 lipca 2011 podpisał roczny kontrakt z Ruchem Radzionków, który rozwiązał 23 lutego 2012. 

### Futsal
Był także zawodnikiem futsalowych zespołów Telsportu Katowice, Jango Gliwice i Clearexu Chorzów, z którym trzykrotnie zdobył mistrzostwo Polski. Od 2014 jest zawodnikiem GAF Jasna Gliwice. Wystąpił w 29 meczach reprezentacji Polski, uczestniczył w ME 2001.